# Reality (Anita Doth-album)
A Reality című album a holland Anita Doth első és máig egyetlen stúdióalbuma, mely 2000-ben jelent meg a Pleasure Records kiadónál, valamint Magyarországon a Record Expressz kiadónál.
Az albumról 4 kislemezt másoltak ki, melyből 3 dal a holland kislemezlistákon slágerlistás helyezést ért el.
Az albumon található Only You promóciós céllal jelent meg egy papírtokos CD-n.

## Az album dalai
1. This Is Reality	4:26
2. Lifting Up My Life (Original Mix)	4:53
3. Open Up My Eyes	3:52
4. Only You	3:52
5. Lovin' Every Day	5:10
6. Say What You Mean	3:55
7. Universe (Believe In Yourself)	5:33
8. Virtual Love	4:19
9. Enter Love Delete The Hate	4:35
10. I'm Not Your Fool	3:48
11. Now Is The Time	3:57
12. I've Given You Everything	4:11
13. Why Should I Lie	5:38
14. Every Little Step	3:31
15. Lifting Up My Life (Y2K Mix)	2:58